# Bandeira de Liechtenstein
A bandeira de Liechtenstein consiste de dois campos horizontais iguais em azul (cima) e vermelho, com uma coroa dourada do lado da tralha do campo azul. É provável que as cores derivem das cores da casa real do Principado no século XVIII. A coroa foi acrescentada em 1937 depois que a equipa olímpica do Liechtenstein nos Jogos Olímpicos de Verão de 1936 descobriu que a bandeira era praticamente idêntica à do Haiti. O desenho da coroa foi ligeiramente mudado em 1982.

## Outras bandeiras

Bandeira do governo e parlamento
Bandeira do Príncipe

## Bandeiras históricas

Bandeira de 1719 a 1852
Bandeira de 1852 a 1921
Bandeira de 1921 a 1937
Bandeira do Príncipe de 1957 a 1982